# Солоневич, Лукьян Михайлович
Лукья́н Миха́йлович Солоне́вич (8 [20] октября 1866, деревня Новосёлки, Гродненская губерния — 25 мая 1938, Енисейск, Красноярский край) — русский историк и журналист, деятель западноруссизма. Отец известных русских мыслителей и общественных деятелей Ивана Солоневича и Бориса Солоневича.

## Биография
Родился в семье священника — выходца из белорусских крестьян. Работал свинопасом. В 1886 году окончил Свислочскую учительскую гимназию, работал сельским учителем в различных уездах Гродненской губернии. Писал статьи и заметки в газету «Гродненские губернские ведомости» и ряд других. Журналистская деятельность Лукьяна Солоневича была замечена Петром Столыпиным — тогда ещё губернатором Гродненской губернии, который помог ему перебраться в Гродно (1899). Лукьян Михайлович становится бухгалтером в Комиссии народного продовольствия, затем (с 1903) — служил в канцелярии губернского правления. С 1912 года — на той же должности в Ковно.
В 1901 году издал «Краткий исторический очерк Гродненской губернии за сто лет ея существования. 1802—1902», сразу завоевав авторитет как историк. В книге Лукьян Михайлович всячески развивал идею о том, что белорусы являются ветвью русского народа, постоянно подвергавшуюся ополячиванию и окатоличиванию, и наконец, воссоединившаяся с остальной частью русских. Всё это время продолжает писать в «Гродненские губернские ведомости», и в 1905 году становится её редактором. С 1907 года — заместитель начальника канцелярии гродненского губернатора.
В 1908 году Солоневич вместе с П. Коронкевичем, А. Кудерским и Н. Вруцевичем основали Белорусское общество, ставившее задачей пропаганду исторического единства белорусов с великороссами в рамках одного русского народа. Была осуществлена неудачная попытка выпуска собственной газеты.
В 1911 году Столыпин, уже будучи премьер-министром, выделил денежное пособие на создание газеты «Северо-Западная жизнь», которая выходила с 1911 по 1915 год в различных городах Северо-Западного края. Редактором газеты стал Солоневич. В этой газете Иван Лукьянович Солоневич публиковал свои первые статьи. В 1912 году вместе с братом и сыном основывает Белорусскую историческую библиотеку.
После революции отошёл от публицистики. Жил на Кубани, Кавказе и в Крыму. Увлекался микробиологией, изучал иностранные языки.
В 1935 году, как отец «врагов народа» был арестован и сослан в посёлок Соврудник Северо-Енисейского района Красноярского края, где работал в Енисейзолотопродснабе мастером эфирного производства. Был арестован 11 февраля 1938 года. Приговорён по делу Л. И. Бобрицкого (34 чел.) за «участии в контрреволюционной повстанческой группе, проведении антисоветской агитации, поддержании связи с бежавшими нелегально за границу сыновьями» тройкой НКВД к расстрелу 7 мая 1938 года. Расстрелян 25 мая 1938 года.
Реабилитирован краевым судом Красноярского края в 1956 году. Расстрелянный тогда же сын Евгений реабилитирован в 1958 году.

## Семья
Жена: Юлия Викентьевна, урождённая Ярушевич (умерла 1 мая 1915 года от воспаления лёгких). Дети: Иван (1891), Всеволод (1895—1920), Борис (1898), Любовь (1900).
Вторая жена Лукьяна Михайловича — Надежда Александровна родила ему в Санкт-Петербурге ещё четверых детей: Евгения (1905-1938), Софью (1909—1973), Зинаиду (1915—2007), Любовь (1920—1996). Надежда Александровна умерла от тифа в 1920 году на Кубани в Усть-Лабинске, куда Лукьян Михайлович перебрался со своей семьей к брату Степану. Родословная Лукьяна Михайловича продолжилась в его детях и внуках, которые в настоящее время проживают в России, Германии, США.